# Trentepohlia disconnectans
Trentepohlia disconnectans är en tvåvingeart som beskrevs av Alexander 1970. Trentepohlia disconnectans ingår i släktet Trentepohlia och familjen småharkrankar.
Artens utbredningsområde är Rwanda. Inga underarter finns listade i Catalogue of Life.